# Ricardo Lamas
Ricardo Alejandro Lamas é um ex-lutador de MMA americano de ascendência cubana e mexicana que competiu durante a maior parte de sua carreira na divisão Peso Pena do Ultimate Fighting Championship e do WEC.

## Carreira no MMA

### World Extreme Cagefighting
Lamas fez sua estréia em 1 de Março de 2009 no WEC 39 contra o veterano Bart Palaszewski. Lamas venceu por Decisão Unânime. Lamas enfrentou Danny Castillo em 9 de Agosto de 2009 no WEC 42. Lamas perdeu por Nocaute Técnico no segundo round.
Lamas venceu James Krause por Decisão Unânime em 18 de Novembro de 2009 no WEC 44. Lamas venceu Bendy Casimir por Nocaute em 6 de Março de 2010 no WEC 47.
Lamas venceu Dave Jansen por Decisão Unânime em 18 de Agosto de 2010 no WEC 50.
Lamas lutou no último evento do WEC, o WEC 53 em 16 de Dezembro de 2010 contra Iuri Alcântara, Lamas perdeu por Nocaute.

### Ultimate Fighting Championship
Com a fusão do WEC com o UFC, todos os lutadores do WEC foram lutar no UFC.
Na sua estréia no UFC, Lamas enfrentou o veterano Matt Grice em sua estréia no Peso Pena em  26 de Junho de 2011 no UFC on Versus 4. Lamas venceu por Nocaute Técnico no primeiro round.
Lamas enfrentou Cub Swanson em 12 de Novembro de 2011 no UFC on Fox: Velasquez vs. Dos Santos. Lamas venceu por Finalização no segundo round. A luta ganhou o bônus de Finalização da Noite.
Lamas era esperado para enfrentar Dustin Poirier em 4 de Fevereiro de 2012 no UFC 143, substituindo o lesionado Erik Koch. Porém teve que abandonar o combate devido a uma lesão.
Lamas enfrentou Hatsu Hioki em 22 Junho de 2012 no UFC on FX: Maynard vs. Guida. Lamas venceu por Decisão Unânime.
Lamas foi anunciado para lutar contra Frankie Edgar em Dezembro de 2012 , porém Edgar substituiu o lesionado Erik Koch, que enfrentaria José Aldo no UFC 153.
Lamas enfrentou Erik Koch em 26 de Janeiro de 2013 no UFC on Fox: Johnson vs. Dodson, Lamas venceu por Nocaute Técnico no segundo round.
Lamas era esperado para enfrentar Chan Sung Jung em 6 de Julho de 2013 no UFC 162, porém Jung foi colocado para enfrentar José Aldo no lugar do lesionado Anthony Pettis. Lamas foi retirado do card por não ter um adversário disponível para enfrentá-lo, e agora é esperado para enfrentar o vencedor da luta entre Aldo e Jung.
Lamas enfrentou o campeão José Aldo em 1 de Fevereiro de 2014 no UFC 169 pelo Cinturão Peso Pena do UFC. Lamas foi dominado pelo campeão e perdeu a luta por decisão unânime.
Lamas enfrentou o companheiro de equipe de Aldo, Hacran Dias em 28 de Junho de 2014 no UFC Fight Night: Swanson vs. Stephens. Ele venceu por decisão unânime.
Lamas enfrentou Dennis Bermudez em 15 de Novembro de 2014 no UFC 180. Ele venceu por finalização após aplicar uma guilhotina no primeiro round.
Lamas enfrentou o também ex-desafiante Chad Mendes em 4 de Abril de 2015 no evento principal do UFC Fight Night: Mendes vs. Lamas. Ele foi derrotado por nocaute técnico no primeiro round.
Lamas enfrentou o estreante na categoria Diego Sanchez em 21 de Novembro de 2015 no The Ultimate Fighter: América Latina 2 Finale. Ele venceu a luta por decisão unânime.
Em 29 de agosto de 2020, após vencer Bill Algeo por decisão unânime, Lamas anunciou que tinha feito sua última luta no contrato com o UFC e posteriormente que essa tinha sido a última de sua carreira, aposentando-se assim como um dos grandes nomes da divisão Peso Pena.

## Cartel no MMA
| Cartel no MMA   |             |            |
| 28 lutas        | 20 vitórias | 8 derrotas |
| Por nocaute     | 6           | 5          |
| Por finalização | 5           | 0          |
| Por decisão     | 9           | 3          |

| Res.    | Cartel | Oponente            | Método                                | Evento                                 | Data       | Round | Tempo | Local                     | Notas                                            |  |
| ------- | ------ | ------------------- | ------------------------------------- | -------------------------------------- | ---------- | ----- | ----- | ------------------------- | ------------------------------------------------ |  |
| Vitória | 20-8   | Bill Algeo          | Decisão (unânime)                     | UFC Fight Night: Smith vs. Rakić       | 29/08/2020 | 3     | 5:00  | Las Vegas, Nevada         | Anunciou aposentadoria.                          |  |
| Derrota | 19-8   | Calvin Kattar       | Nocaute (soco)                        | UFC 238: Cejudo vs. Moraes             | 08/06/2019 | 1     | 4:06  | Chicago, Illinois         |                                                  |  |
| Vitória | 19-7   | Darren Elkins       | Nocaute Técnico (cotoveladas e socos) | UFC Fight Night: Magny vs. Ponzinibbio | 17/11/2018 | 3     | 4:09  | Buenos Aires              |                                                  |  |
| Derrota | 18-7   | Mirsad Bektić       | Decisão (dividida)                    | UFC 225: Whittaker vs. Romero II       | 09/06/2018 | 3     | 5:00  | Chicago, Illinois         |                                                  |  |
| Derrota | 18-6   | Josh Emmett         | Nocaute (soco)                        | UFC on Fox: Lawler vs. dos Anjos       | 16/12/2017 | 1     | 4:33  | Winnipeg, Manitoba        |                                                  |  |
| Vitória | 18-5   | Jason Knight        | Nocaute Técnico (socos)               | UFC 214: Cormier vs. Jones II          | 29/07/2017 | 1     | 4:34  | Anaheim, California       |                                                  |  |
| Vitória | 17-5   | Charles Oliveira    | Finalização (guilhotina)              | The Ultimate Fighter: América Latina 3 | 05/11/2016 | 2     | 2:13  | Cidade do México          | Peso Casado (155 lbs); Charles não bateu o peso. |  |
| Derrota | 16-5   | Max Holloway        | Decisão (unânime)                     | UFC 199: Rockhold vs. Bisping II       | 04/06/2016 | 3     | 5:00  | Inglewood, California     |                                                  |  |
| Vitória | 16-4   | Diego Sanchez       | Decisão (unânime)                     | TUF América Latina 2 Finale            | 21/11/2015 | 3     | 5:00  | Monterrey                 |                                                  |  |
| Derrota | 15-4   | Chad Mendes         | Nocaute Técnico (socos)               | UFC Fight Night: Mendes vs. Lamas      | 04/04/2015 | 1     | 2:45  | Fairfax, Virgínia         |                                                  |  |
| Vitória | 15-3   | Dennis Bermudez     | Finalização (guilhotina)              | UFC 180: Velasquez vs. Werdum          | 15/11/2014 | 1     | 3:18  | Cidade do México          |                                                  |  |
| Vitória | 14-3   | Hacran Dias         | Decisão (unânime)                     | UFC Fight Night: Swanson vs. Stephens  | 28/06/2014 | 3     | 5:00  | San Antonio, Texas        |                                                  |  |
| Derrota | 13-3   | José Aldo           | Decisão (unânime)                     | UFC 169: Barão vs. Faber II            | 01/02/2014 | 5     | 5:00  | Newark, New Jersey        | Pelo Cinturão Peso Pena do UFC.                  |  |
| Vitória | 13-2   | Erik Koch           | Nocaute Técnico (cotoveladas e socos) | UFC on Fox: Johnson vs. Dodson         | 26/01/2013 | 2     | 2:32  | Chicago, Illinois         |                                                  |  |
| Vitória | 12-2   | Hatsu Hioki         | Decisão (unânime)                     | UFC on FX: Maynard vs. Guida           | 22/06/2012 | 3     | 5:00  | Atlantic City, New Jersey |                                                  |  |
| Vitória | 11-2   | Cub Swanson         | Finalização (triângulo de braço)      | UFC on Fox: Velasquez vs. Dos Santos   | 12/11/2011 | 2     | 2:16  | Anaheim, California       | Finalização da Noite.                            |  |
| Vitória | 10-2   | Matt Grice          | Nocaute (chute na cabeça e socos)     | UFC Live: Kongo vs. Barry              | 26/06/2011 | 1     | 4:41  | Pittsburgh, Pennsylvania  | Estréia no UFC; Estréia no Peso Pena.            |  |
| Derrota | 9-2    | Iuri Alcântara      | Nocaute (socos)                       | WEC 53: Henderson vs. Pettis           | 16/12/2010 | 1     | 3:26  | Glendale, Arizona         |                                                  |  |
| Vitória | 9-1    | Dave Jansen         | Decisão (unânime)                     | WEC 50: Cruz vs. Benavidez             | 18/08/2010 | 3     | 5:00  | Las Vegas, Nevada         |                                                  |  |
| Vitória | 8-1    | Bendy Casimir       | Nocaute (joelhada)                    | WEC 47: Bowles vs. Cruz                | 06/03/2010 | 1     | 3:43  | Columbus, Ohio            |                                                  |  |
| Vitória | 7-1    | James Krause        | Decisão (unânime)                     | WEC 44: Brown vs. Aldo                 | 18/11/2009 | 3     | 5:00  | Las Vegas, Nevada         |                                                  |  |
| Derrota | 6-1    | Danny Castillo      | Nocaute Técnico (socos)               | WEC 42: Torres vs. Bowles              | 09/08/2009 | 2     | 4:15  | Las Vegas, Nevada         |                                                  |  |
| Vitória | 6-0    | Bart Palaszewski    | Decisão (unânime)                     | WEC 39: Brown vs. Garcia               | 01/03/2009 | 3     | 5:00  | Corpus Christi, Texas     | Estréia no WEC.                                  |  |
| Vitória | 5-0    | Christopher Martins | Decisão (unânime)                     | IHC 12: Resurrection                   | 08/11/2008 | 3     | 5:00  | Chicago, Illinois         |                                                  |  |
| Vitória | 4-0    | Gabe Miranda        | Nocaute Técnico (socos)               | Warriors Collide 6                     | 04/10/2008 | 1     | 3:16  | Castle Rock, Colorado     |                                                  |  |
| Vitória | 3-0    | James Birdsley      | Decisão (unânime)                     | Warriors Collide 4                     | 19/07/2008 | 2     | 5:00  | Cripple Creek, Colorado   |                                                  |  |
| Vitória | 2-0    | Cal Ferry           | Finalização (guilhotina)              | ISCF: Rumble in the Park               | 26/04/2008 | 4     | 4:50  | Loves Park, Illinois      |                                                  |  |
| Vitória | 1-0    | Jake Corry          | Finalização (guilhotina)              | FCE: Collision                         | 25/01/2008 | 1     | 1:49  | Northlake, Illinois       |                                                  |  |